# Bombardement op Qana

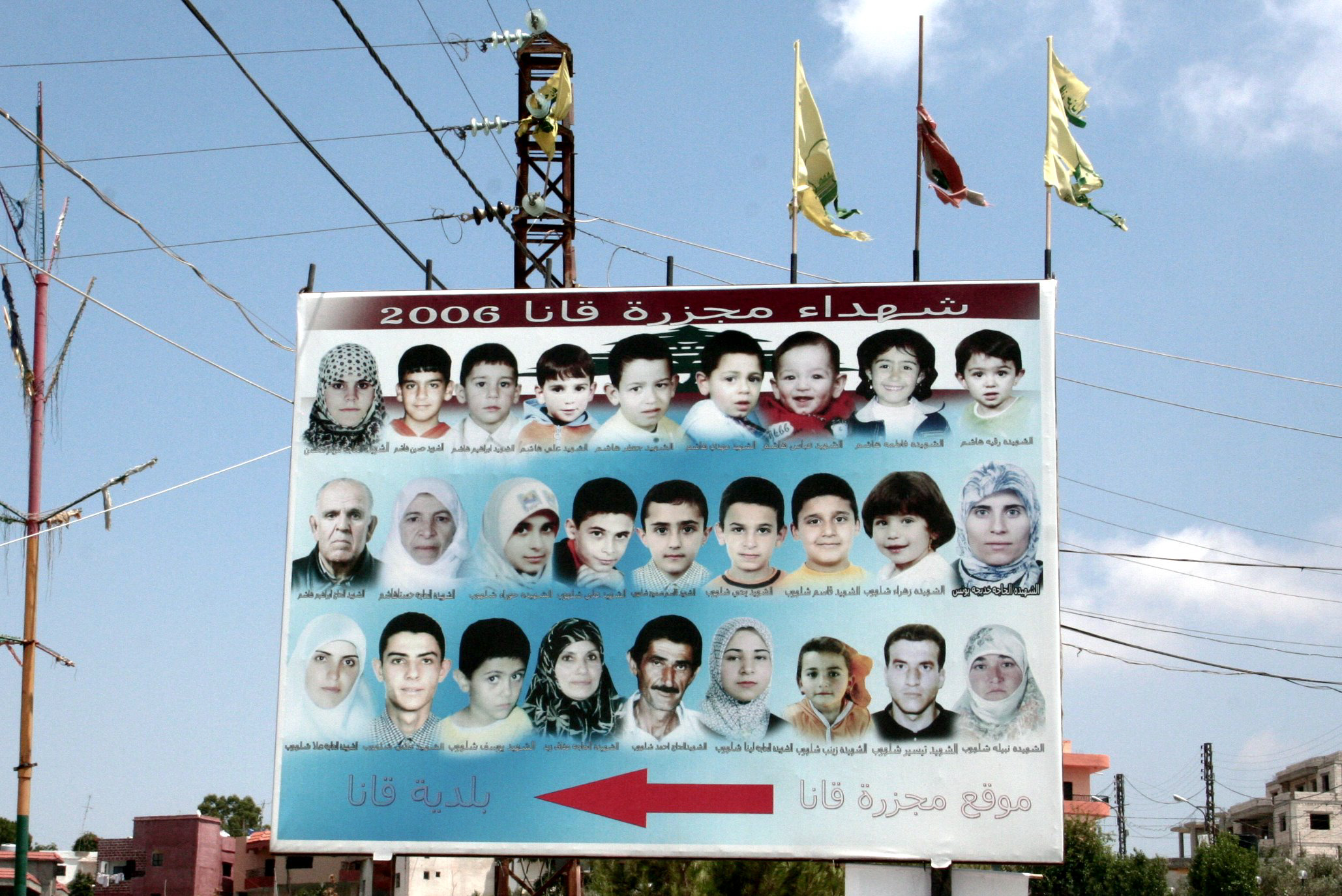
slachtoffers

Op 18 april 1996 voerden Israëlische strijdkrachten een bombardement uit op het Libanese dorp Qana, ten zuidoosten van Tyrus. Tijdens gevechten tussen het Israëlische leger en Hezbollah in het kader van "Operation Grapes of Wrath", werd er een UNIFIL-basis in het dorp onder vuur genomen door Israëlisch artillerievuur.
Zo'n 800 Libanese burgers moesten vluchten waarvan er 106 werden gedood en 116 gewond raakten. Vier UNIFIL-soldaten raakten ook zwaargewond. De gebeurtenis wordt ook wel het "Qanabloedbad" (Engels: Qana massacre) genoemd, door bijvoorbeeld Human Rights Watch en de BBC.
In opdracht van de VN onderzocht de Nederlandse militair Frank van Kappen de vraag of de aanval een ongeluk geweest kon zijn. Hij concludeerde, mede op basis van een homevideo van een Noorse blauwhelm, dat er zeer waarschijnlijk Israëlische opzet in het spel was.